# Kotevnice
Kotevnice (Rhexia) je rod rostlin z čeledi melastomovité. Jsou to vzpřímené vytrvalé byliny nebo polokeře s jednoduchými vstřícnými listy a čtyřčetnými květy. Rod zahrnuje 13 druhů a vyskytuje se v Severní Americe a Karibiku. Na rozdíl od všech ostatních rodů čeledi melastomovité má těžiště rozšíření v mírném pásu. Květy jsou navštěvovány včelami a čmeláky a mají zajímavý způsob opylování.

## Popis
Kotevnice jsou vytrvalé rostliny, každoročně znovu vyrůstající z polodřevnatého vzpřímeného stonku (kaudexu), z horizontálního oddenku nebo výjimečně z hlízy (R. virginica). Semenáče mají rychlý růst a často kvetou již prvním rokem. Listy jsou jednoduché, vstřícné, křižmostojné, přisedlé nebo krátce řapíkaté, lysé nebo chlupaté. Žilnatina je u většiny druhů tvořena 3 od báze jdoucími, obloukovitými hlavními žilkami, řidčeji je hlavních žilek více nebo naopak jen jedna. Listy jsou téměř celokrajné nebo na okraji pilovité.
Květy jsou čtyřčetné, pravidelné (s výjimkou tyčinek), přisedlé nebo krátce stopkaté, uspořádané ve vrcholičnatých květenstvích, zpravidla v jednoduchých nebo složených vidlanech, u některých druhů redukovaných na jediný květ. Češule je válcovitá až lahvicovitá. Kališní lístky jsou trojúhelníkovité. Koruna je čtyřčetná, korunní lístky jsou široce podlouhlé až téměř okrouhlé. Koruna brzy opadává, u některých druhů již první den. Tyčinek je 8. Semeník je spodní, obsahuje 4 komůrky s mnoha vajíčky a nese jedinou čnělku. Plodem je pouzdrosečná tobolka obklopená vytrvalou češulí.

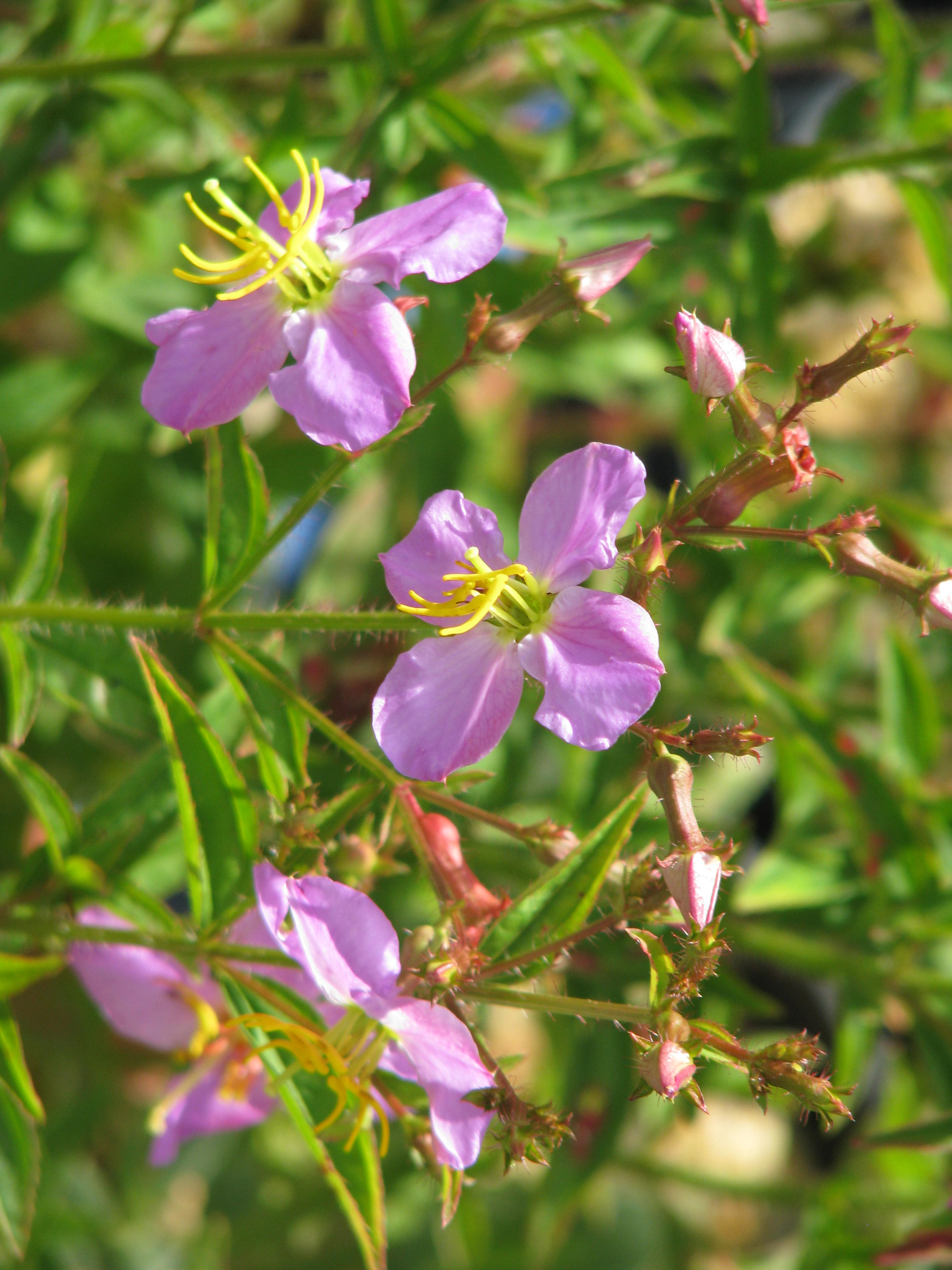
Kotevnice Rhexia virginica
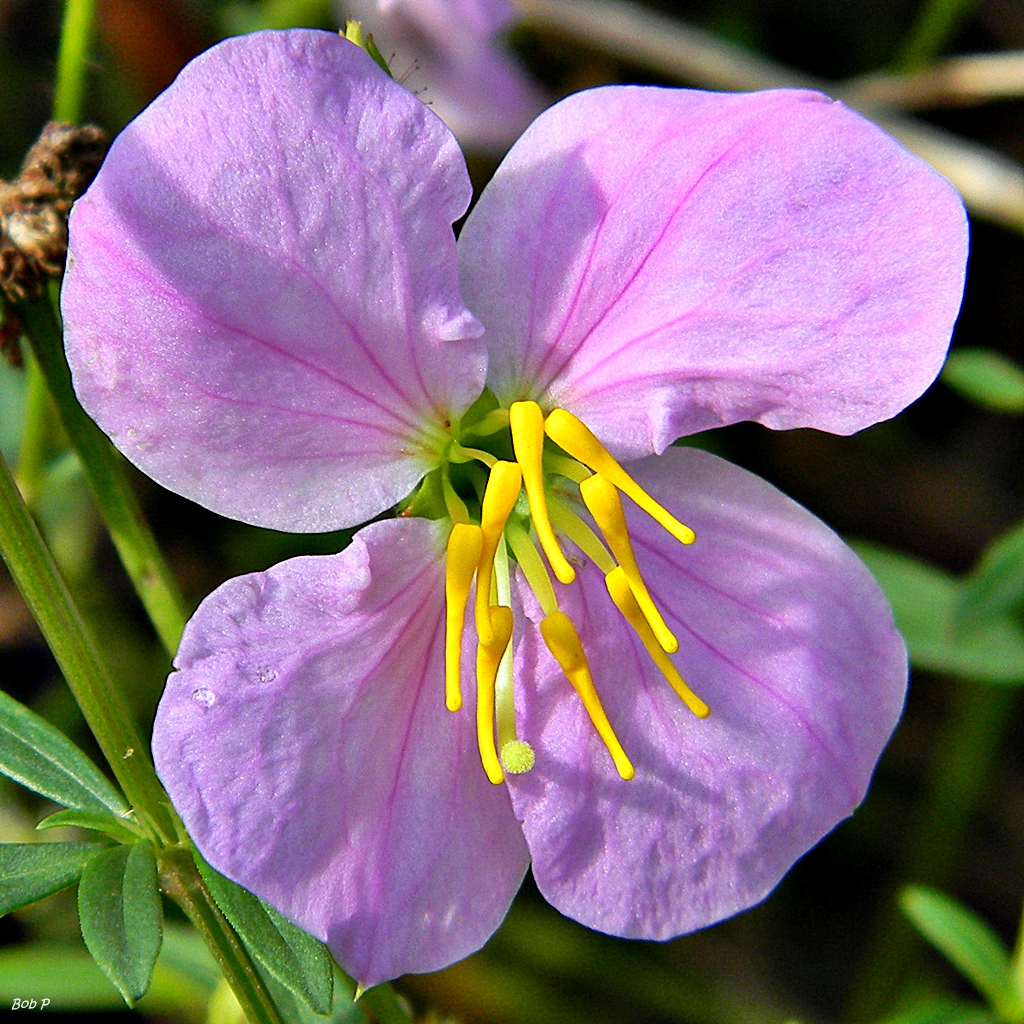
Detail květu R. mariana
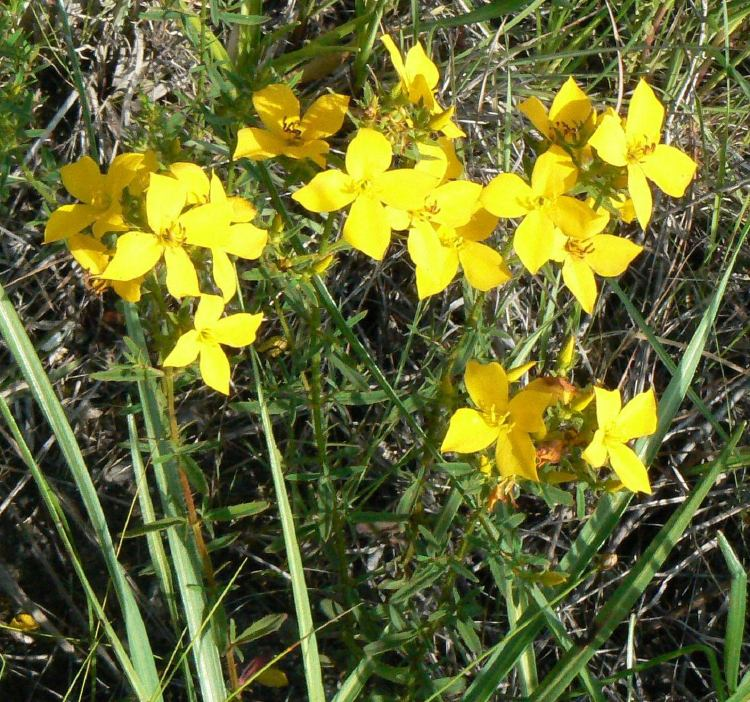
Žlutokvětý druh R. lutea

## Rozšíření
Rod kotevnice zahrnuje 13 druhů. V rámci čeledi melastomovité je tento rod unikátní tím, že se vyskytuje převážně v mírném pásu. Je rozšířen ve východní polovině Severní Ameriky a na Karibských ostrovech. Společně s Tetrazygia bicolor, rostoucí na jižní Floridě, je to jediný rod čeledi melastomovité zastoupený v USA. Převážná většina druhů se vyskytuje na pobřežních pláních jihovýchodu USA. Pouze jediný druh (R. virginica) zasahuje na sever do Kanady do provincií Ontario a Nové Skotsko. Směrem na jih zasahuje mimo území USA pouze druh R. cubensis, který se vyskytuje i na Karibských ostrovech Kuba, Dominikánská republika a Portoriko.
Kotevnice rostou na chudých, kyselých, písčitých až rašelinných půdách. Nejčastěji se vyskytují na bažinách, v příkopech, savanách a vlhkých borových lesích (pine flatwoods). Většina druhů roste spíše na narušených místech a v pozdějších sukcesních stádiích mizí.

## Ekologické interakce
Květy kotevnic jsou opylovány různými druhy včel a čmeláky, sbírajícími pyl. Je u nich podobně jako u řady jiných melastomovitých vyvinut specializovaný způsob opylování, známý jako buzz-pollination. Prašníky se v horní části otevírají pórem a k uvolnění pylu je třeba aktivní činnosti opylovače. Ten je přilákán žlutou barvou prašníků, simulující hojnou nabídku pylu. V pozdějších stádiích vývoje květu se prašníky barví do červena a pro opylovače již nejsou lákavé. V plně otevřeném květu jsou tyčinky obloukovitě zvednuté, směřují všechny jedním směrem a pod nimi je umístěna tuhá, esovitě prohnutá čnělka. Hmyz dosedlý na květ se zachytí na konci tyčinek a začne v rychlé frekvenci vibrovat, přičemž vytřásá pyl z jednoho prašníku po druhém a shromažďuje jej na zadních nohách a spodní straně zadečku.
Některé druhy jsou samosprašné, jiné cizosprašné.

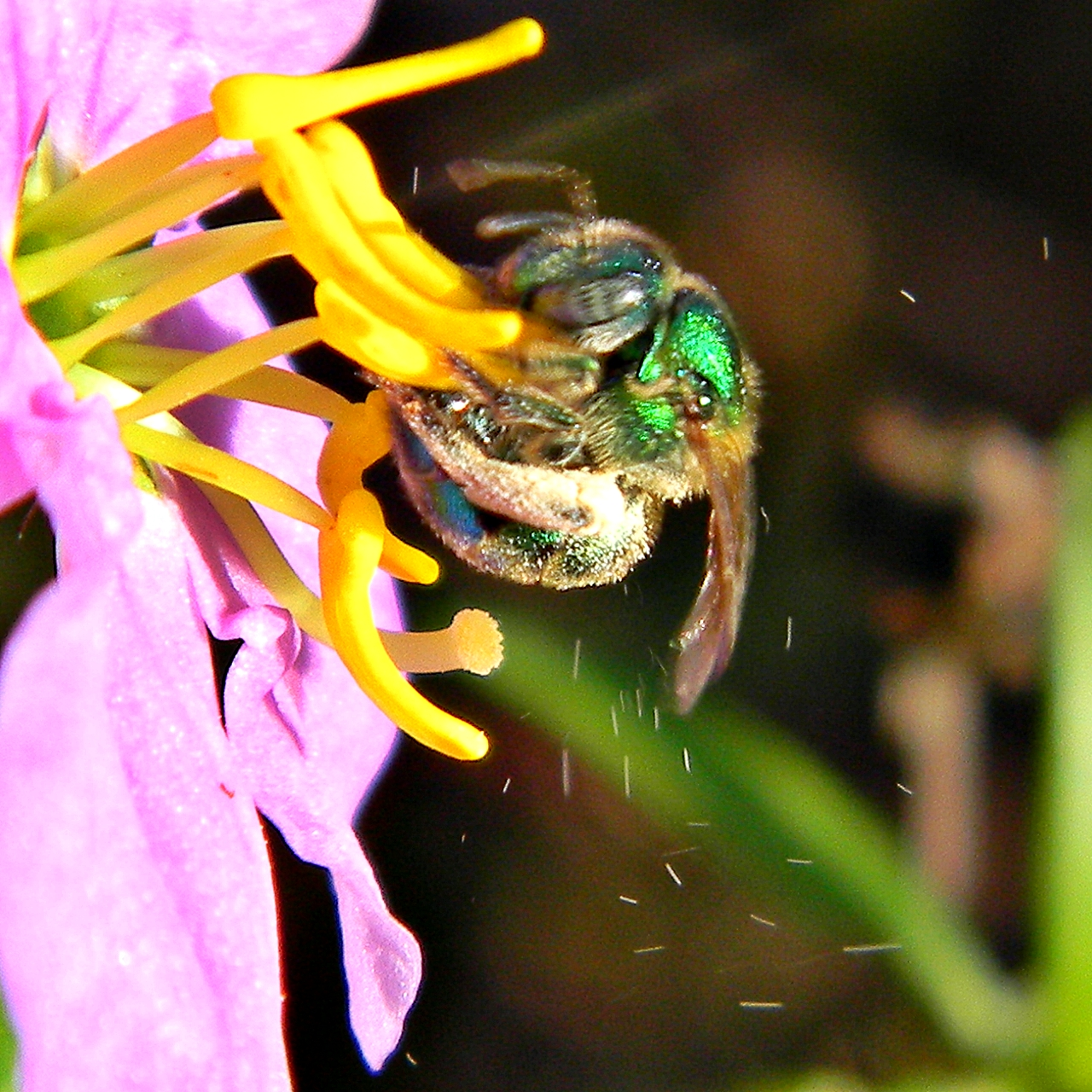
Včela z čeledi Halictidae vytřásající pyl z prašníků R. mariana

## Taxonomie
Rod Rhexia je v rámci čeledi melastomovité řazen do podčeledi Melastomoideae a tribu Rhexieae. Blízce příbuzným rodem je Arthrostemma, rod rozšířený v Mexiku, Střední a Jižní Americe a na Havaji.

## Význam
Rhexia virginica je někdy pěstována jako hlíznatá rostlina. Vyžaduje plné slunce a písčitou půdu s obsahem humusu. Listy tohoto druhu jsou jedlé a je možno je použít do salátu.